# Musotima ochropteralis
Musotima ochropteralis là một loài bướm đêm trong họ Crambidae. Chúng được biết đến ở khắp Úc.
Con trưởng thành có màu nâu với nhiều mác khác nhau, với các đốm hình dấu phẩy màu đen dọc mỗi cánh trước.
Ấu trùng ăn Adiantum aethiopicum.

## Hình ảnh

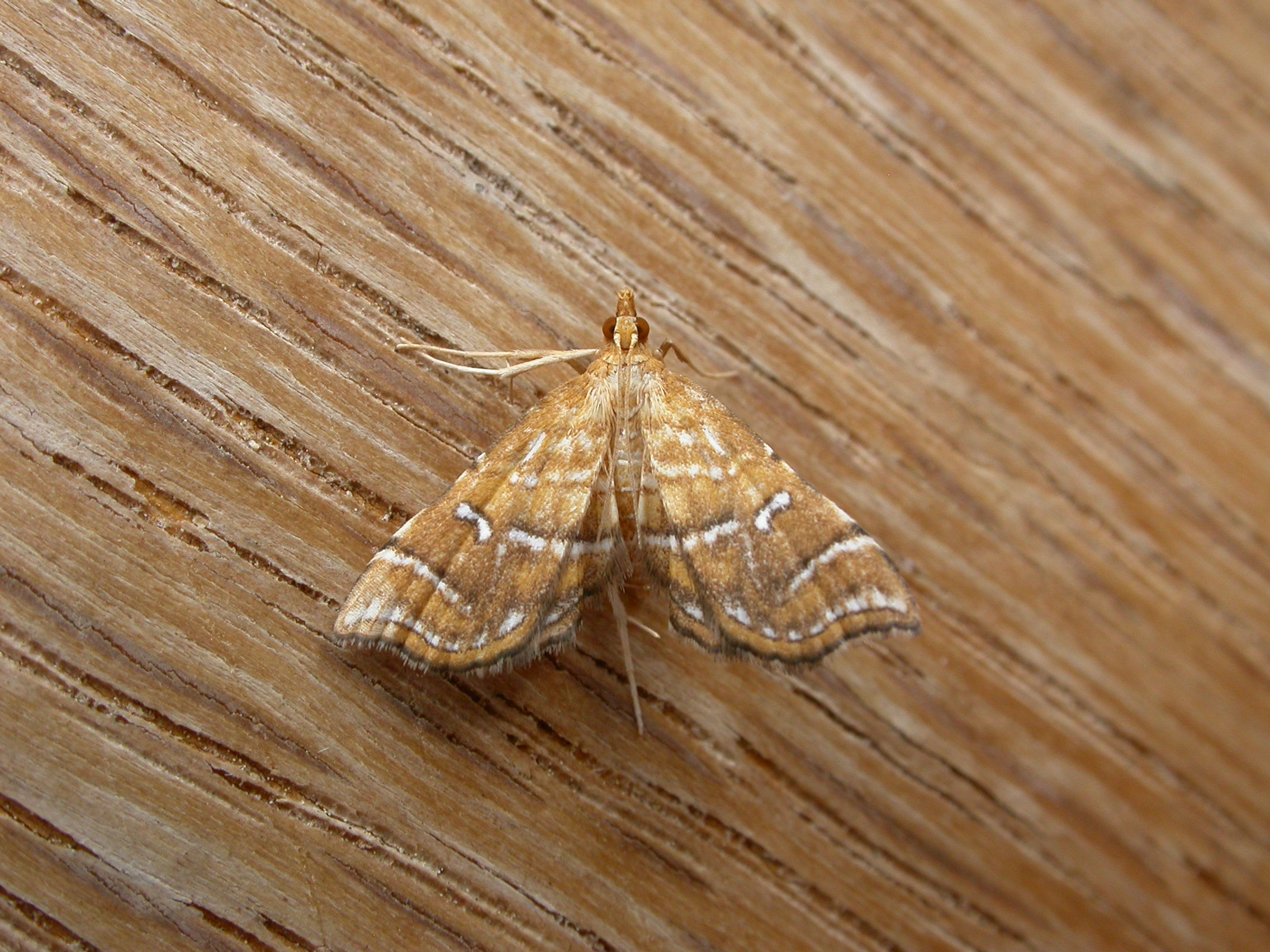